# Colhuehuapense
El Colhuehuapense o SALMA Colhuehuapense (del  inglés South American land mammal ages) es una edad mamífero de América del Sur, división establecida para definir una escala geológica de tiempo para la fauna de mamíferos sudamericanos. Su límite inferior se sitúa en los 21 Ma, mientras que su límite superior se ubica en los 17,5 Ma. Corresponde al Oligoceno superior-Mioceno inferior.
La «edad mamífero colhuehuapense» se identificó al sur de la Gran Barranca del lago Colhué Huapi, departamento Sarmiento, en el centro-sur de la provincia del Chubut, centro de la Patagonia argentina. Se han identificado restos mamalíferos correspondientes a esta edad en la «formación Sarmiento», y en la «formación Chichinales». El ambiente ecológico sugerido de los análisis indicaría hábitat templado-cálidos, desde los tipo parque-sabana, dilatadas estepas, y áreas forestadas relativamente extensas.
Entre los roedores se encuentran Protacaremys prior, Galileomys antelucanus, Eosteiromys homogenidens, Eosteiromys homogenidens, Branisamyopsis australis, y Cephalomyopsis hypselodontus.
Entre los géneros del orden Notoungulata de «edad mamífero Colhuehuapense» se encuentra Colpodon (Leontiniidae).

## Sucesión de las edades mamífero de América del Sur
| Predecesor: Deseadense | Colhuehuapense Edades mamífero de América del Sur | Sucesor: Santacrucense |